# 4478 Бланко
4478 Бланко (4478 Blanco) — астероїд головного поясу, відкритий 23 квітня 1984 року.
Тіссеранів параметр щодо Юпітера — 3,615.